# Nicktoons
Nicktoons est la marque des dessins-animés de la chaîne télévisée pour enfants Nickelodeon.
Nickelodeon diffusait auparavant des séries animées principalement étrangères à la société. Le bloc Nicktoons est diffusé depuis 1991 sur Nickelodeon[source insuffisante] tous les samedis depuis le 11 août 1991, où le premier Nicktoon, Doug, est diffusé suivi des Razmoket et de Ren et Stimpy.
La chaîne Nicktoons a ensuite été lancée le 1er mai 2002.